# ジェーン・ディフェンス・ウィークリー
ジェーンズ・ディフェンス・ウィークリー (英：Jane's Defence Weekly ； 略称 JDW) は、軍事と軍需産業情報に関する週刊誌であり、編集長はPeter Felsteadである。この雑誌は1898年に最初にジェーン海軍年鑑を出版したジョン・F・T・ジェーンの名前に由来する多数の軍事関連出版物の1つである。また、現在はIHS Incに所有されているジェーン・インフォメーション・グループの一部門である。
主な競争相手は ディフェンスニュース誌とアヴィエーション ウィーク&スペース テクノロジーのディフェンステクノロジーインターナショナル誌 (2006年創刊) である。
この雑誌は、1985年にアメリカ海軍の情報解析官サムエル・ローリング・モリソンが、KH-11偵察衛星が撮影したソ連のニコラーエフ造船所（現・黒海造船所）で建造中の航空母艦レオニード ブレジネフ(現在の アドミラル・クズネツォフ) 
) の写真をリークしたことで有名になった。
ジェーンズ・ディフェンス・ウィークリー東京特派員として、1983年から2001年までは江畑謙介、2003年から2008年までは清谷信一、そして、2009年から現在までは高橋浩祐がそれぞれ務めている。